# کلیکی (قمر)
کَلیکی (‎/ˈkæl[invalid input: 'ɨ']kiː/‎ KAL-ə-kee، یونانی: Καλύκη), (به انگلیسی: Kalyke) که با نام ژوپیتر XXIII نیز خوانده می‌شود، یکی از قمرهای نامنظم و مخالف گرد مشتری است. این قمر به وسیله تیمی از منجمان دانشگاه هاوایی به سرپرستی اسکات اس.شپرد در سال ۲۰۰۰ میلادی کشف شد. این گروه برای آن نام موقت اس/۲۰۰۰ جی ۲ را در نظر گرفتند.
قطر این قمر حدود ۵٫۲ کیلومتر است و با مدار ۲۳٬۱۸۱ مگا متر هر ۷۲۱٫۰۲۱ روز زمینی، یک بار به دور مشتری می‌چرخد. انحراف آن ۱۶۶ درجه نسبت به دائرةالبروج است. (۱۶۵° درجه نسبت به استوای مشتری) و خروج از مرکز مدار آن ۰٫۲۱۴۰ است.
در ماه اکتبر سال ۲۰۰۲ نام این قمر به نام کَلیکی، از چهره‌های اساطیر یونانی نامگذاری شد.
این قمر به گروه کارمه تعلق دارد که قمرهای نامنظمی دارد که با حرکت مخالف گرد و فاصله بین ۲۳ و ۲۴ میلیون گیگامتر و انحراف ۱۶۵درجه بدور مشتری می‌چرخند.